# Michael Balke
Michael Balke (* 26. April 1979 in Braunschweig) ist ein deutscher Dirigent.

## Leben
Balke studierte Klavier bei James Tocco, Dirigieren bei Christopher Zimmerman sowie Kammermusik bei den Mitgliedern des LaSalle String Quartetts am College-Conservatory of Music Cincinnati und an der Musikhochschule Lübeck.
Erste Engagements führten ihn an das Nationaltheater Mannheim und an die Oper Bonn. Als Gast dirigierte er unter anderem am Königlichen Theater in Kopenhagen, am Metropolitan Theatre in Tokio, sowie an der Semperoper Dresden, am Staatstheater Kassel, am Theater St. Gallen, am Teatro Filarmonico di Verona, an der Opéra national de Montpellier und an der Opéra national de Lorraine. Er arbeitet regelmäßig mit Orchestern wie Royal Stockholm Philharmonic Orchestra, Detroit Symphony Orchestra, Copenhagen Philharmonic, Orchestra I Pomeriggi Musicali in Mailand, MDR-Sinfonieorchester, Münchner Rundfunkorchester, Taiwan Philharmonic, Osaka Philharmonic und Yomiuri-Nippon-Sinfonieorchester in Tokio sowie mit Sängern wie Marina Rebeka, Lawrence Brownlee, Juan Diego Flórez und Ludovic Tézier.
Von 2011 bis 2016 war er 1. Kapellmeister und Stellvertretender Generalmusikdirektor am Theater Magdeburg. Hier oblag ihm die musikalische Leitung eines breiten Repertoires von Mozart (Zauberflöte, Le nozze di Figaro, Don Giovanni), über Belcanto und das italienische Repertoire (Barbiere di Siviglia, Maria Stuarda, Lucia di Lammermoor, Don Carlo, Verdi-Requiem), französisches Repertoire (Carmen, Werther) bis hin zu Richard Strauss (Elektra, Der Rosenkavalier), Erich Wolfgang Korngold (Die tote Stadt) und Igor Strawinsky (Le sacre du printemps) sowie etlichen Sinfoniekonzerten.
Von 2018 bis 2021 war er Erster Ständiger Gastdirigent am Theater St. Gallen. Seit 2023 ist er Erster Gastdirigent am Staatstheater am Gärtnerplatz in München.
Im Jahr 2020 wurde er sowohl als „Dirigent des Jahres“ als auch als "Nachwuchskünstler des Jahres" für den Opus-Klassik-Preis nominiert. Gleichzeitig wurde die CD-Aufnahme von La Traviata unter seiner Leitung als „Operneinspielung des Jahres“ nominiert.
Michael Balke war Stipendiat des Richard-Wagner-Verbands Bayreuth; Assistenzen bei Riccardo Frizza in Verona und in Florenz (Maggio Musicale) sowie bei Zubin Mehta in Wien vervollständigten seine Ausbildung.

## Diskografie
- Elle – Französische Opernarien. Dirigent Michael Balke, Sinfonieorchester St. Gallen (PRIMA CLASSIC, 2020)
- Giuseppe Verdi: La Traviata. Marina Rebeka, Charles Castronovo, George Petean (PRIMA CLASSIC, 2019)
- Wiener Spätromantik (GENUIN, 2006)

## Belege
1. ↑  OPUS KLASSIK. Abgerufen am 26. Juli 2020 (amerikanisches Englisch).

| Personendaten    | Personendaten      |
| ---------------- | ------------------ |
| NAME             | Balke, Michael     |
| KURZBESCHREIBUNG | deutscher Dirigent |
| GEBURTSDATUM     | 26. April 1979     |
| GEBURTSORT       | Braunschweig       |